# 列夫·贝格
列夫·谢苗诺维奇·贝格（俄語：Лев Семёнович Берг，1876年3月14日—1950年12月24日），俄罗斯与苏联地理学家、生物学家和鱼类学家，在1940年至1950年期间担任苏联地理学会主席。他提出了与达尔文和拉马克理论相异的自己的进化理论，即「直向演化论」（融合突变的正交生成的一种形式）。
贝格被认为是俄罗斯湖沼学的奠基者。他的一些学术研究结果，如有关环境对鱼类行为的影响、七鳃鳗与鲑鱼的共生关系、鱼类的分类与进化等，在相关领域都获得国际关注。

## 主要学术著作
- 《直向演化》（Nomogenesis），1922年
- 《气候与生命》，1922年
- 《苏联地理区域》，1947-1952年
- 《苏联及周边国家淡水鱼类》，1948-1949年
- 《现代和化石鱼形动物及鱼类分类学》，1944年及1955年